# Championnat d'Angleterre de football 2001-2002
Navigation
Édition précédente Édition suivante
La 103e édition du championnat d'Angleterre de football 2001-2002 est la dixième sous l'appellation Premier League. Elle oppose les vingt meilleurs clubs d'Angleterre en une série de trente-huit journées. C'est la première saison sponsorisée par la filiale de carte de crédit Barclaycard qui donna ainsi son nom au titre convoité par les 20 équipes participantes, FA BarclaycardPremiership. 
Elle est remportée par Arsenal FC. Le club londonien finit sept points devant Liverpool FC et dix points sur le triple tenant du titre Manchester United. C'est le douzième titre des « Gunners » en championnat d'Angleterre.
Arsenal FC et Liverpool FC se qualifient pour les phases de poules de la Ligue des champions, Manchester United et Newcastle United se qualifient pour le troisième tour qualificatif de cette compétition. Leeds United, Chelsea FC et Blackburn Rovers, en tant que vainqueur de la Coupe de la Ligue se qualifient pour la Coupe UEFA. Ipswich Town se qualifie pour le tour qualificatif de cette compétition grâce à son classement au Prix du fair play UEFA. Aston Villa se qualifie pour le troisième tour la Coupe Intertoto, Fulham FC pour le second tour.
Le système de promotion/relégation ne change pas : descente et montée automatique, sans matchs de barrage pour les trois derniers de première division et les deux premiers de deuxième division, poule de play-off pour les deuxième à sixième de la division 2 pour la dernière place en division 1. À la fin de la saison, les clubs d'Ipswich Town, Derby County et Leicester City sont relégués en deuxième division. Ils sont remplacés par Manchester City, West Bromwich Albion et Birmingham City après play-off.
L'attaquant français Thierry Henry, d'Arsenal FC, remporte le titre de meilleur buteur du championnat avec 24 réalisations.

## Classement final
| Rang | Équipe               | Pts | J  | G  | N  | P  | Bp | Bc | Diff |
| ---- | -------------------- | --- | -- | -- | -- | -- | -- | -- | ---- |
| 1    | Arsenal C            | 87  | 38 | 26 | 9  | 3  | 79 | 36 | +43  |
| 2    | Liverpool S          | 80  | 38 | 24 | 8  | 6  | 67 | 30 | +37  |
| 3    | Manchester United T  | 77  | 38 | 24 | 5  | 9  | 87 | 45 | +42  |
| 4    | Newcastle United     | 71  | 38 | 21 | 8  | 9  | 74 | 52 | +22  |
| 5    | Leeds United         | 66  | 38 | 18 | 12 | 8  | 53 | 37 | +16  |
| 6    | Chelsea              | 64  | 38 | 17 | 13 | 8  | 66 | 38 | +28  |
| 7    | West Ham United      | 53  | 38 | 15 | 8  | 15 | 48 | 57 | -9   |
| 8    | Aston Villa          | 50  | 38 | 12 | 14 | 12 | 46 | 47 | -1   |
| 9    | Tottenham Hotspur    | 50  | 38 | 14 | 8  | 16 | 49 | 53 | -4   |
| 10   | Blackburn Rovers P L | 46  | 38 | 12 | 10 | 16 | 55 | 51 | +4   |
| 11   | Southampton          | 45  | 38 | 12 | 9  | 17 | 46 | 54 | -8   |
| 12   | Middlesbrough        | 45  | 38 | 12 | 9  | 17 | 35 | 47 | -12  |
| 13   | Fulham P             | 44  | 38 | 10 | 14 | 14 | 36 | 44 | -8   |
| 14   | Charlton Athletic    | 44  | 38 | 10 | 14 | 14 | 38 | 49 | -11  |
| 15   | Everton              | 43  | 38 | 11 | 10 | 17 | 45 | 57 | -12  |
| 16   | Bolton Wanderers P   | 40  | 38 | 9  | 13 | 16 | 44 | 62 | -18  |
| 17   | Sunderland           | 40  | 38 | 10 | 10 | 18 | 29 | 51 | -22  |
| 18   | Ipswich Town         | 36  | 38 | 9  | 9  | 20 | 41 | 64 | -23  |
| 19   | Derby County         | 30  | 38 | 8  | 6  | 24 | 33 | 63 | -30  |
| 20   | Leicester City       | 28  | 38 | 5  | 13 | 20 | 30 | 64 | -34  |

Qualifications européennes
- Ligue des champions 2002-2003
- 3e tour de la Ligue des champions 2002-2003
- Coupe UEFA 2002-2003
- 3e tour de la Coupe Intertoto 2002
- 2e tour de la Coupe Intertoto 2002

Relégation
- First Division 2002-2003

Abréviations
T : Tenant du titre

C : Vainqueur de la Coupe d'Angleterre

L : Vainqueur de la Coupe de la Ligue

S : Vainqueur du Charity Shield

P : Promus de First Division

### Meilleurs buteurs
| Rang | Joueur                  | Club                                    | Buts |
| ---- | ----------------------- | --------------------------------------- | ---- |
| 1    | Thierry Henry           | Arsenal                                 | 24   |
| 2    | Jimmy Floyd Hasselbaink | Chelsea FC                              | 23   |
| 3    | Alan Shearer            | Newcastle United                        | 23   |
| 4    | Ruud van Nistelrooy     | Manchester United                       | 23   |
| 5    | Michael Owen            | Liverpool                               | 19   |
| 6    | Ole Gunnar Solskjær     | Manchester United                       | 17   |
| 7    | Robbie Fowler           | Liverpool / Leeds United                | 15   |
| 8    | Eidur Guðjohnsen        | Chelsea FC                              | 14   |
| 9    | Marians Pahars          | Southampton FC                          | 14   |
| 10   | Andy Cole               | Manchester United / Blackburn Rovers FC | 13   |

### Meilleurs passeurs
| Rang | Joueur               | Club                         | Passes décisives |
| ---- | -------------------- | ---------------------------- | ---------------- |
| 1    | Robert Pirès         | Arsenal                      | 15               |
| 2    | Dennis Bergkamp      | Arsenal                      | 12               |
| 3    | Ryan Giggs           | Manchester United            | 12               |
| 4    | Laurent Robert       | Newcastle United             | 11               |
| 5    | Nolberto Solano      | Newcastle United             | 9                |
| 6    | Ole Gunnar Solskjaer | Manchester United            | 9                |
| 7    | Mark Venus           | Ipswich Town F.C.            | 9                |
| 8    | David Beckham        | Manchester United            | 8                |
| 9    | Benito Carbone       | Derby County / Middlesbrough | 8                |
| 10   | Steven Gerrard       | Liverpool                    | 8                |

### Joueurs les plus décisifs
|   | Joueur                  | Club              | Total |
| - | ----------------------- | ----------------- | ----- |
| 1 | Thierry Henry           | Arsenal FC        | 29    |
| 1 | Jimmy Floyd Hasselbaink | Chelsea FC        | 29    |
| 3 | Alan Shearer            | Newcastle United  | 27    |
| 3 | Ruud van Nistelrooy     | Manchester United | 27    |
| 5 | Ole Gunnar Solskjær     | Manchester United | 26    |